# Physalaemus albonotatus
Physalaemus albonotatus é uma espécie de anfíbio da família Leptodactylidae.
Pode ser encontrada nos seguintes países: Argentina, Bolívia, Brasil, Paraguai e possivelmente no Uruguai.
Os seus habitats naturais são: florestas secas tropicais ou subtropicais, florestas subtropicais ou tropicais húmidas de baixa altitude, savanas húmidas, matagal árido tropical ou subtropical, matagal húmido tropical ou subtropical, campos de gramíneas subtropicais ou tropicais secos de baixa altitude, campos de gramíneas de baixa altitude subtropicais ou tropicais sazonalmente húmidos ou inundados, lagos de água doce, lagos intermitentes de água doce, marismas de água doce, pastagens, plantações, jardins rurais, áreas urbanas e áreas agrícolas temporariamente alagadas.